# Jean-Baptiste Bréval
Jean-Baptiste Sébastien Bréval (ur. 6 listopada 1753 w Paryżu, zm. 18 marca 1823 w Colligis w departamencie Aisne) – francuski kompozytor i wiolonczelista.
Syn wytwórcy peruk. Kształcił się w Paryżu pod kierownictwem François Cupisa i Martina Berteau. W 1775 roku opublikował swój pierwszy zbiór kwartetów. Rok później został przyjęty do Société Académique des Enfants d’Apollon. Był członkiem Concert Spirituel (1781–1791), Théâtre Feydeau (1791–1800) i Opery Paryskiej (1801–1814).
Jego dorobek muzyczny obejmuje około 170  dzieł, w tym 10 symfonii koncertujących, 7 koncertów wiolonczelowych i operę komiczną Inès et Léonore (wystawiona w 1788 roku w Wersalu). Jest także autorem wydanej w 1804 w Paryżu rozprawy teoretycznej pt. Traité du violoncelle.